# Jourgnac
Jourgnac (tiếng Occitan: Jurnhac) là một xã của tỉnh Haute-Vienne, thuộc vùng Nouvelle-Aquitaine, miền trung nước Pháp.